# Banco Popular Español

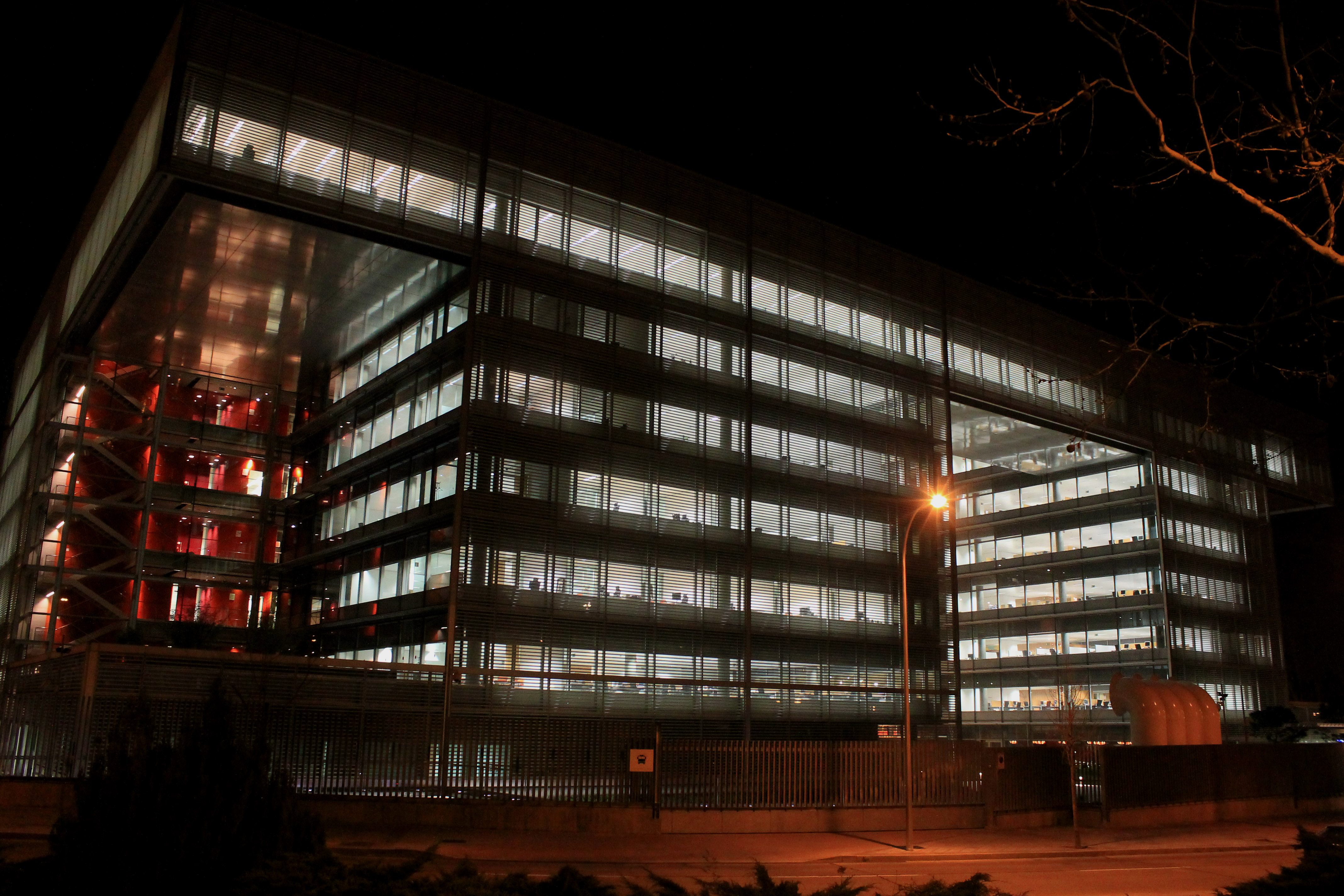
Sede central (Madrid).

O Banco Popular é um dos maiores bancos de Espanha. Além de Espanha, o grupo Banco Popular possui redes de bancos em Portugal (Banco Popular) e EUA (Totalbank). Possui também uma participação de 24,99% no grupo financeiro mexicano Bx+ (lê-se "Ve Por Más").
Fundado em Espanha em 1926, a sua primeira denominação era "Banco Popular de los Previsores del Porvenir", sendo renomeado em 1947 "Banco Popular Espanhol" e sofrendo, no mesmo ano, um considerável aumento de capital.
Em Espanha, o Grupo Banco Popular detém atualmente não só uma rede nacional de balcões com a insígnia "Banco Popular", como possui ainda cinco bancos regionais:     
- Banco de Andaluzia
- Banco de Castela
- Banco de Crédito Balear
- Banco de Galiza
- Banco Vasconia

Em Portugal, entrou no capital do Banco Nacional de Crédito (BNC) em 2003, estando o antigo BNC incorporado no grupo, sob a designação Banco Popular Portugal, S.A.
Em 2017, o Santander comprou o Banco Popular pelo valor simbólico de um euro, devido às sucessivas perdas de liquidez deste último.

## História
- 1947: Adquire seu nome atual, Banco Popular Español (BPE).
- 1968: O BPE abre um escritório representativo em Paris, que se converte numa subsidiária que em 1991 possui uma rede de 14 agências em França.
- 1992: BPE converte sua subsidiária em França numa joint venture com o Banco Comercial Português, com o nome de "Banco Popular Comercial".
- 2000: O BPE estabelece uma rede de agências em Portugal.
- 2017ː O Santader compra o Banco Popular por um euro.[2]